# Részvételi demokrácia

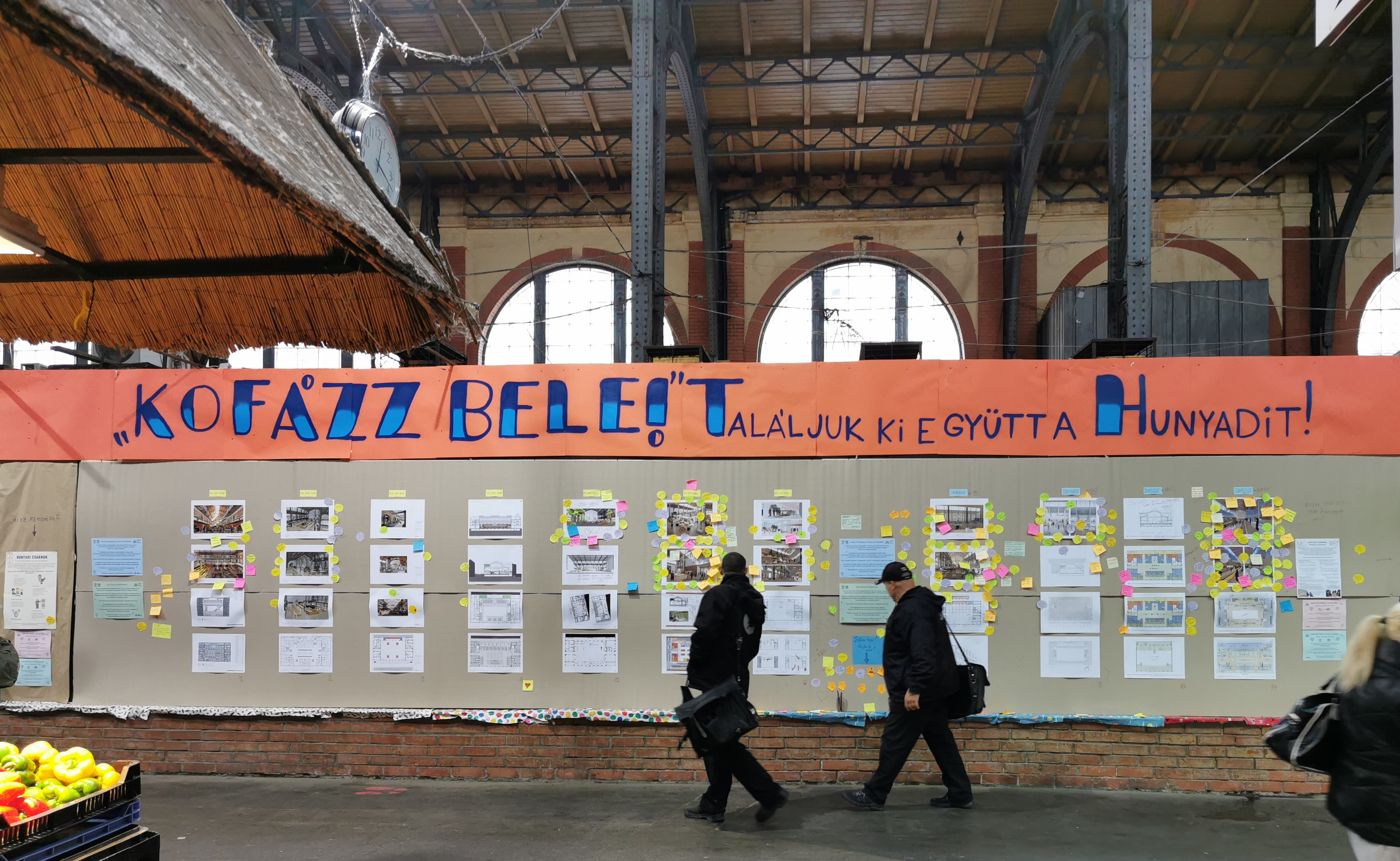
Véleménynyilvánítás a Hunyadi téri vásárcsarnok felújításáról

A részvételi (participációs) demokrácia a demokrácia, vagyis a nép közügyekben való részvételének egy olyan megoldása, amikor a választásra jogosultak az eldöntendő ügyekben közvetlenül tudnak véleményt nyilvánítani, illetve részt venni a döntésekben.

## A választásra jogosultak eszköztárai

### Alaki eszköztár
A döntéshozók nem kötelesek figyelembe venni a döntéshozatalok során a választópolgárok többségének a véleményét.

#### Konzultációs rendszer (strukturált párbeszéd) kialakítása
A lakosság kifejtheti álláspontját az adott kérdésekben a döntéshozók által készíttetett kérdőíveken, vagy közvélemény-kutatásban.

#### Közösségi gyűlés
A közösségi gyűlés egy közösség tagjainak legalább 40 fős, reprezentatív csoportja, akiket véletlenszerűen, sorsolásos módszerrel választanak ki. A gyűlés résztvevői egy előre meghatározott kérdésben fogalmaznak meg különböző javaslatokat a döntéshozók felé. Ilyen gyűlésre sor kerülhet helyi vagy országos, de akár nemzetközi szinten is. A gyűlés legalább két hétvégén keresztül tart. Ennek során a résztvevők először tanulnak a témáról, megismerik a tényeket, meghallgatják különböző szakértők és érdekcsoportok álláspontját, majd ezt követően facilitátorok segítségével, deliberatív keretek között, egymás véleményét is megismerve, közösen mérlegelik a különböző megoldási lehetőségeket, a gyűlés végére pedig megfogalmazzák javaslataikat a döntéshozók felé.

#### Egyeztetés és együttműködés rendszere
A választott képviselők, és az önkormányzati intézmények számára lehetővé teszi a lakosság elvárásainak, kívánságainak jobb megismerését például lakossági fórumokon.

#### Állampolgári tanács
A részvételi demokrácia egyik legjobb példája, gyakorlati megjelenése, amely lényege, hogy a közösség tagjainak a kérésére ajánlásokkal záruló sajátos vitafolyamatot hoznak létre. A megbeszélő testület tagjai a közügyben érdekelt felek képviselőiből, mint például önkormányzati tagokból, szakértőkből, helyi lakosokból, természetvédőkből, gazdaságilag érdekelteket személyekből, szabályozó szerv megbízottjaiból, támogatókból és ellenzőkből áll, amely meghatározza a megtárgyalandó változatokat, kiválasztja az állampolgári tanács tagjait és a moderátor személyét. Így létrehozzák az állampolgári tanácsot, mely rendszerint 12-16 fős testület, akik lehetnek egy kistelepülés vagy akár egy nagy területi egység kiválasztottjai. Az állampolgári tanácsban igyekeznek összes érintett csoportot, értéket, feltérképezni, megjeleníteni és a közömbös társadalmi csoportokból is személyeket beválasztani. A kiválasztott emberek rendszerint kisebb-nagyobb csoportokba verődve, majd együtt üléseznek egy-két napig, hogy az adott téma különböző nézőpontjairól meghívott szakértők segítségével próbáljanak minél világosabb összképet kapni. Utána nyilvános vitában előzetesen jóváhagyott keretek között keresik a megoldást, a moderátor segítségével. A moderált vitafolyamatban mindenki egyenlő esélyeket kap, a záródokumentumba pedig mindenki ajánlása belekerül. A folyamat létjogosultsága nyilván attól függ, miként valósítják meg az érintettek az ajánlásokat. A költség rendszerint azé, aki a kérdés gazdája, a közérdekről szóló viták támogatása rendszerint közpénzből történik.

#### Véleménynyilvánító (konzultatív) népszavazás
A véleménynyilvánító népszavazás nem köti jogilag a közhatalmat, de mindenképpen befolyásolja döntése tartalmát a választópolgárok azonosuló vagy elutasító véleménye.

### Valós eszköztár
Az egyik hatalmi fék és ellensúly szerepét a népszavazás intézménye látja el.

#### Kötelező népszavazás
Ilyen lehet például az alkotmány, az alkotmány módosítását, a költségvetéssel, az adókkal, illetékekkel, vámokkal kapcsolatos kérdések. Ugyanez vonatkozhat a nemzetközi szervezetekbe való belépésre és az alkotmányból nem levezethető törvényekre.

#### Felülbíráló népszavazás
Az állampolgárok ezzel a módszerrel a közhatalom egyedi döntéseit utasíthatják el vagy azt megerősítik. Felülbíráló népszavazás hat a politikai döntéshozatal korábbi lépéseire.

#### Kezdeményező népszavazás
Az állampolgárok kezdeményezésükkel (iniciatívájukkal) a politikai döntéshozás új folyamatát indíthatják el.

## Gyakorlatban
- USA-ban a LOKA intézet pénzzel, módszertannal és szakmai támogatással segíti azon közösségeket, akik egy problémájukat állampolgári tanács keretében szeretnék megoldani.
- Dániában a parlament mellett a végrehajtó hatalomtól függetlenül működő intézmény gondoskodik arról, hogy bizonyos kérdések terítékre kerüljenek. A nemzeti léptékű döntések megalapozására a dánok az úgynevezett „konszenzuskonferencia” intézményét használják, amely lényegében dialógus a tudomány szakértői és a polgárok között egy adott technológia várható társadalmi nyereségéről és veszélyeiről.
- Nagy-Britanniában a módszert azon kérdéseknél alkalmazzák hogy miként allokálják a szűkös erőforrásokat egy adott kórházban vagy az egész egészségügyi rendszerben.
- Magyarországon
  - Kiskunhalason 1979-ben elindított majd betiltott, majd 1990-1993 között működő, és 2007-ben újraindított Halasi Nemes Tanács 2009 és 2010 között több előterjesztést is be nyújtott a város és a közösség jobbítása érdekében. A közösség halasiakból (értelmiség, civilek, dolgozók stb.) áll, bárki csatlakozhat és bárki javasolhat. 2010. októbere óta ezt az előterjesztési jogot visszavette az önkormányzat.
  - 2004-től van részvételidemokrácia-kísérlet, egy dunántúli (Székesfehérvárhoz közeli) nagyközség, Aba demokráciafejlesztési koncepciója révén.[1]

  1. Az információáramlás kétirányúsítása: a választott képviselők, és az önkormányzati intézmények számára lehetővé teszi a lakosság elvárásainak, kívánságainak jobb megismerését
  2. Konzultációs rendszer (strukturált párbeszéd) kialakítása: a lakosság kifejtheti álláspontját az adott kérdésekben, de a hatalom gyakorlói nem kötelesek azt figyelembe venni a döntéshozatalok során
  3. Egyeztetés és együttműködés rendszere: a fejlesztésnek ezen a szintjén a lakosság teljes részvétele megvalósul a lakókörnyezetükhöz kapcsolódó fejlesztési projektek megvalósításában.
  4. Participáció (részvétel) szintje: a hatalom megosztása a közösen hozott döntésekben (co-décision) is jelentkezik.

  - A Cromo Alapítvány Archiválva 2015. április 2-i dátummal a Wayback Machine-ben 2002 óta több településen bonyolított le jövőtervező és konfliktusmegoldó funkciójú Állampolgári Tanácsokat többek között a következő településeken: Törökszentmiklós, Diósd, Sásd, Baktalórántháza, Bátonyterenye, Heves, Kistelek, Sásd, Szécsény, Nyergesújfalu, Gyöngyös, Adony, Pócsmegyer, Tordas, Erdőkertes, Kővágószőlős. A helyi döntés-előkészítő és döntéshozatali lakossági fórumok lépései a következők: 1. Helyzetfelmérés 2. A témák, problémák összegyűjtése 3. Előfórum, az állampolgári tanácstagok kiválasztása 4. A témák, problémák széles körű begyűjtése, csoportosítása 5. Állampolgári Tanács lebonyolítása 6. Az ajánlások megfogalmazása a helyi döntéshozók és egyéb résztvevők számára.
  - 2012-től két politikai párt is felvette programjába a részvételi demokrácia vízióját.

  1. 4K!: "RÉSZVÉTELI DEMOKRÁCIÁT, hogy az emberek valóban ellenőrizni tudják a politikusaikat, bele tudjanak szólni az életüket érintő helyi döntésekbe, és hogy valódi társadalmi részvétellel kialakított, mindenki által elfogadott, a részvételi demokráciát és a szociális jogokat garantáló alkotmánya legyen az országnak."[2]
  2. Kalózpárt: "Mi ez a likvid demokrácia? A likvid demokrácia egy olyan szavazati rendszert takar, melyben a szavazatok szabadon átruházhatóak; ez a bármikor leadható, visszavonható és átruházható szavazatok rendszere. Míg az indirekt (képviseleti) demokráciánál csak egy képviselő, a direkt (bázis)demokráciánál pedig az összes tag véleményét figyelembe kell venni, addig a likvid demokrácia folyékony átmenetet képez a kettő között. A likvid demokrácia a direkt és az indirekt demokrácia egyfajta „vegyülete“. Ebben a rendszerben mindenki eldöntheti, hogy a saját véleményét szeretné-e kifejezésre juttatni, vagy inkább másokat bízna meg önmaga képviseletével – utóbbi esetben azonban bármikor meg is gondolhatja magát (vagyis nem kell kivárnia a következő választást), és azonnali hatállyal visszaveheti a választott képviselőjére átruházott szavazati jogát. Ez tehát egy állandó mozgásban lévő folyamat: a szavazati jogosultságok, a szavazatok állandó mozgása. Ezért nevezik folyékony, azaz likvid demokráciának (liquid democracy). Hasonlít ugyan a delegált, kötött mandátumú választási eljáráshoz, de mégis túlmutat azon. Mi a célja a likvid demokráciának? Az, hogy a döntések ne a képviselők, választottak gyűlésein szülessenek, hanem hogy a társadalomban és a szervezetekben is folyamatosan érvényesülhessen a részvételi és a bázisdemokrácia. Ez megnehezíti a döntéshozó klikkek kialakulását, gyengíti a lobbicsoportok befolyását és a hatalmi erők visszaélési lehetőségeit."[3]

  - 2020 szeptemberében a DemNet alapítvány a Fővárosi Önkormányzattal együttműködésben szervezte meg Budapest első hivatalos közösségi gyűlését a klímaváltozás kezelését érintő témában. A közösségi gyűlés javaslatokat fogalmazott meg arra nézve, hogy mi szerepeljen Budapest készülő klímastratégiájában.[4][5][6][7][8]